# 韦棱
韦棱（480年—？），字威直，京兆郡杜陵县（今陕西省西安市）人，南梁侍中、车骑将军、永昌严侯韦叡第三子，南梁官员。

## 生平
韦棱个性恬淡朴素，以经史典籍为业，博物强记，当时的士大夫都前往询问韦棱学习中的疑问。韦棱以安成王府行参军为起家官，略微升任治书侍御史，太子仆，光禄卿，著有《汉书续训》三卷。韦棱虽然特别通晓经史，世间称赞为博学多闻，但是韦叡每次让韦棱解说书籍，韦叡所阐发的意义，韦棱还是比不上。

## 家庭

### 兄弟
- 韦放，南梁持节、督北徐州诸军事、信武将军、北徐州刺史、永昌宜侯
- 韦正，南梁给事黄门侍郎
- 韦黯，南梁持节、轻车将军、都督城西面诸军事